# Kosmic Free Music Foundation
Die Kosmic Free Music Foundation (kurz KFMF oder Kosmic) war eine weltweite Gruppe von Computermusikern, Künstlern und Programmierern aus der PC Demoszene. Die meisten Mitglieder kamen aus den USA, Kanada und Australien. Sie kreierten mittels Trackern hauptsächlich Musik der Stilrichtungen Techno, Trance und Ambient und entwarfen verschiedene Artworks und Demos. Alle ihre Produktionen wurden zum freien Download über Bulletin Boards (BBS) und im Internet angeboten. In den 1990ern war die KFMF dafür bekannt viele der Top-Musiker aus der Tracker-Szene unter ihren Mitgliedern zu haben. Ihre frühe Präsenz im Internet machte sie zu einem der ersten Netlabels. Leiter von Kosmic war Dan Nicholson, der innerhalb der Demoszene das Pseudonym Maelcum benutzte.

## Entwicklungsgeschichte
Die Gruppe wurde 1991 mit dem Namen Kosmic Loader Foundation (KLF, jedoch ohne direkten Bezug zur britischen Musikgruppe The KLF) gegründet. Die ursprüngliche Intention der Gruppe war es BBS-Intros und ANSI-Art (ähnlich ASCII-Art) zu erstellen.
1992 begann Maelcum MOD-Musik-Dateien unter dem Namen der Gruppe zu veröffentlichen, wodurch KLF Musik-orientierter wurde. Inspekdah Deck (später mit dem Namen Venom; nicht identisch mit dem Wu-Tang-Clan-Mitglied Inspectah Deck) betrieb zu Hause in New Jersey ein BBS namens Trancentral II, das zur Plattform der Gruppe wurde, auf der sie kommunizierte und ihre Musik veröffentlichte ("Trancentral" war auch der Name des Aufnahmestudios und der "spirituellen Heimat" von The KLF).
Ab 1994 fing KLF damit an, das Internet für sich zu nutzen, indem sie einen FTP-Server und eine Webseite einrichteten. Zunächst hatten sie nur wenige Mitglieder, jedoch wuchs die Gruppe schnell an, da sie neue Mitglieder in ihrem IRC-Channel "#trax" anwarb. Zu dieser Zeit begannen viele Musiker bei KLF den MultiTracker von Renaissance zur Erzeugung von MTM- anstelle von MOD-Dateien zu nutzen.
1995 änderte die Gruppe ihren Namen zu Kosmic Free Music Foundation um den Bezug zu Musik statt Demos und Intros zu verdeutlichen. Nachdem sie einen Coder namens GooRoo angeworben hatten präsentierten sie ihre erste Demo "Flight" in voller Länge auf der NAID-Party in Quebec, mit der sie den dritten Platz im Wettbewerb erhielten. Die Kosmic-Mitglieder Maelcum und IQ bekamen zudem in der Kategorie "Music" einen zweiten Platz mit "Hitchhiking Reticulan". Dieser Track wurde später auf der von Maelcums eigenem Label Area 51 Records produzierten CD von FTZ "Nothing Is True" veröffentlicht. Weitere Demos und Music Disks folgten, wobei die Veröffentlichung einzelner Musikstücke weiterhin ihr wesentliches Standbein blieb.
1997 bot Kosmic ihre erste Archiv-CD zum Verkauf an, die alle ihre Musik-Veröffentlichungen bis 1996 und zusätzlich einige neue Audio-Tracks enthielt. Manche Mitglieder begannen ihre Musik im neuen MP3-Format anstelle von Tracker-Formaten herauszubringen. Viele Mitglieder des ursprünglichen #trax-Ansturms hatten sich seither zurückgezogen oder verließen die Gruppe für eigene Projekte. Es wurden noch zwei weitere Archiv-CD-Sets veröffentlicht, aber zu Beginn der 2000er waren die Gruppe schließlich in die Inaktivität abgedriftet.

## Mitgliederliste

### Organisatoren
- Maelcum (vormals ModDan) – Dan Nicholson: Präsident seit 1991
- Inspekdah Deck (später Venom) – Andre Cardadeiro: Vizepräsident 1992-1995
- Phoenix – Andrew Voss: Vizepräsident 1995-1996
- Draggy – Nicolas St. Pierre: Vizepräsident 1996-2000

### Coder
| - BarryE (Barry Egerter) 1995 - Berky 1994-1995 - GooRoo (Chris Egerter) 1994-2000 - jmX (Jon Mayfield) 1996-2000 | - Statix (Kim Davies) 1994-1995 - Wonko the Sane 1993-1994 - Zab (Zach Brown) 1995-1996 |

### Künstler
| - AphidTwix (Greg Ipp) 1997 - Binky the Almighty 1994 - Carrot (Gavin Cowie) 1996-1997 - Hawk (Jakob Hoegh) 1998-2000 - HFaze (Matt Perkins) 1995-1996 - Hros 1993-1994 - Ink (John Cathcart) 1995-2000 - Inner Vision – Gene Sumter 1996-2000 | - Light (Jeff Harris) 1995-1997 - Lurch 1992-1994 - Messiah 1995 - Parsec (Roland Wunderlich) 1995-1996 - Sophisto (Stephen Loomis) 1995 - The Kind King 1992-1993 - Young 1995 |

### Musiker
| - Aahz (Dave Fitches) 1999-2000 - Amino Acid (Amin Fadaifard) 1998-2000 - Andreas (Andreas Viklund) 1998-2000 - Andromeda (Morgan Norrestam) 1997-2000 - Ara/Epeius (Ara Pehlivanian) 1996-1997 - Astrid (Astrid Fauchon) 1996-1997 - Balrog (Samuel Cote) 1994-1996 - Basehead/Grandpre (Dan Gardopée) 1994-1995 - Bert (D. R. Vandervelden) 1996-2000 - B00MER (Jared Blalock) 1994-2000 - cd (Brian Wickman) 1996-1997 - Chuck Biscuits (Andrew Fort) 1994-1998 - CJtrack (Chris Jarvis) 1996-1997 - Cue 1993-1994 - Cullyn (Rori Steel) 1997 - Cyberactiv 1993-1994 - Daedalus (Brian Bennetts) 1996-2000 - Djamm (Reynald Deliens) 1998-2000 - djzip/Zipp (Jacob Herbst) 1998-2000 - Floss (George Nowik) 1994-1998 - Genosha (Ganesh K. Viswanathan) 1998-2000 - GooRoo (Chris Egerter) 1995-1996 - Grubwerm (James Jock) 1998-2000 - Hollywood (Simon Carless) 1995-1996 - Inner Vision (Gene Sumter) 1996-1997 - Inspekdah Deck/Venom (Andre Cardadeiro) 1992-1998 - I.Q. (Riku Nuottajarvi) 1994-1996 - Jazztiz (Pavel Zolin) 1997-2000 - jrook (Juhani Gurney) 1997-2000 - Karl (Bogdan Raczynski) 1995-1996 - Khyron (Paul Schultz) 1994-1998 - Krystall (Patrick Matte) 1994-1996 - Legend (Liam Widdowson) 1997-2000 - Leviathan (Andy Carlson) 1994-1997 - Liam the Lemming (Liam Hesse) 1996-2000 - Lord Pegasus (Zachary Smith) 1994-1998 - Lurch 1992-1995 | - Maelcum/ModDan (Dan Nicholson) seit 1991 - Maral 1994-1995 - Mellow-D (Jaakko Manninen) 1995 - Mental Floss (Andrew McCallum) 1994-2000 - Mercure 1998-2000 - MickRip (Mick Rippon) 1996 - Mistah Kurtz (Stephen Hill) 1996 - Necros (Andrew Sega, heute Iris) 1994–1995 - Nemesis (Andrew Wise) 1994-1996 - Norfair (Carl Aborg) 1999-2000 - Oblivion 1998-1999 - Oona (Matti Frondelius) 1997-2000 - Ozone (Andre Pang) 1996-1997 - Perisoft (David Wiernicki) 1998 - PGM (P. Greg Marczyk) 1997-2000 - Phoenix (Andrew Voss) 1994-1997 - Piromaniak 1994-1995 - Placid (Tuomas Mettanen) 1997-2000 - Quarex (Drew Hunt) 1995-1997 - Ranger Rick (Ben Reed) 1999-2000 - Ringlord (Chris Nauroth) 1996-2000 - Screamager (Mehran Khalili) 1997-2000 - Sinbad 1993-1994 - Siren/Sandman (Alexander Brandon) 1996-1997 - Sophisto (Stephen Loomis) 1995 - Stinger (Harri Manninen) 1996-1997 - Technoid 1992 - theHacker (Krisjanis Gale) 1994-2000 - Tristan (Eyal Ben-or) 1998-2000 - Vivid (Simon Jarosch) 1995-2000 - Wayfinder (Sebastian Grillmaier) 1998-2000 - Xenon 1997-1999 - Zake (Olli Leino) 1995-1997 - Zinc (Justin Ray) 1997-1999 |

### Support
| - Berky: PR, Design 1994-1995 - Capone: Kurier, Informationsdienste 1992-1994 - Diablo (Ben Shelton): PR 1994-1995 - Draggy (Nicolas St. Pierre): Internet 1995-1996 - Electel: PR 1996 - IOR (Jesse Rothenberg): Reisen 1995 | - Klepto Maniac: Kurier 1993-1994 - Ogre: Kurier 1992 - Silver Dragon (Alek Benedict): PR 1996-1998 - Taz: Site-Koordinator 1995 - Warchild: Kurier 1992 |

## Veröffentlichungen
- Exceedingly Great Grooves (EGG) – Musicdisk (1994)
- Exceedingly Great Grooves 2 – Musicdisk (1995)
- Exceedingly Great Grooves 3 – Musicdisk (1995)
- Flight – Demo (1995)
- Little Green Men – Demo (1995)
- Dreams – Demo (1997)
- Trip – Demo (1998)
- KFMF Archives Volumes 1-3 (1997-1999) – Daten- und Audio-CDs